# Aepycamelus
Az Aepycamelus a tevefélék egy kihalt neme (korábbi elnevezése Alticamelus), amely a miocén korban élt. Első felbukkanása 20,6 millió évvel ezelőtt történt és 4,9 millió évvel ezelőtt kihalt. Mind a régebbi, mind az új elnevezés "magas tevét" jelent latinul, illetve ógörögül.
Az Aepycamelusok a lábujjaikon jártak és a mai tevékhez hasonlóan már párnázott talpuk volt.

## Testfelépítésük

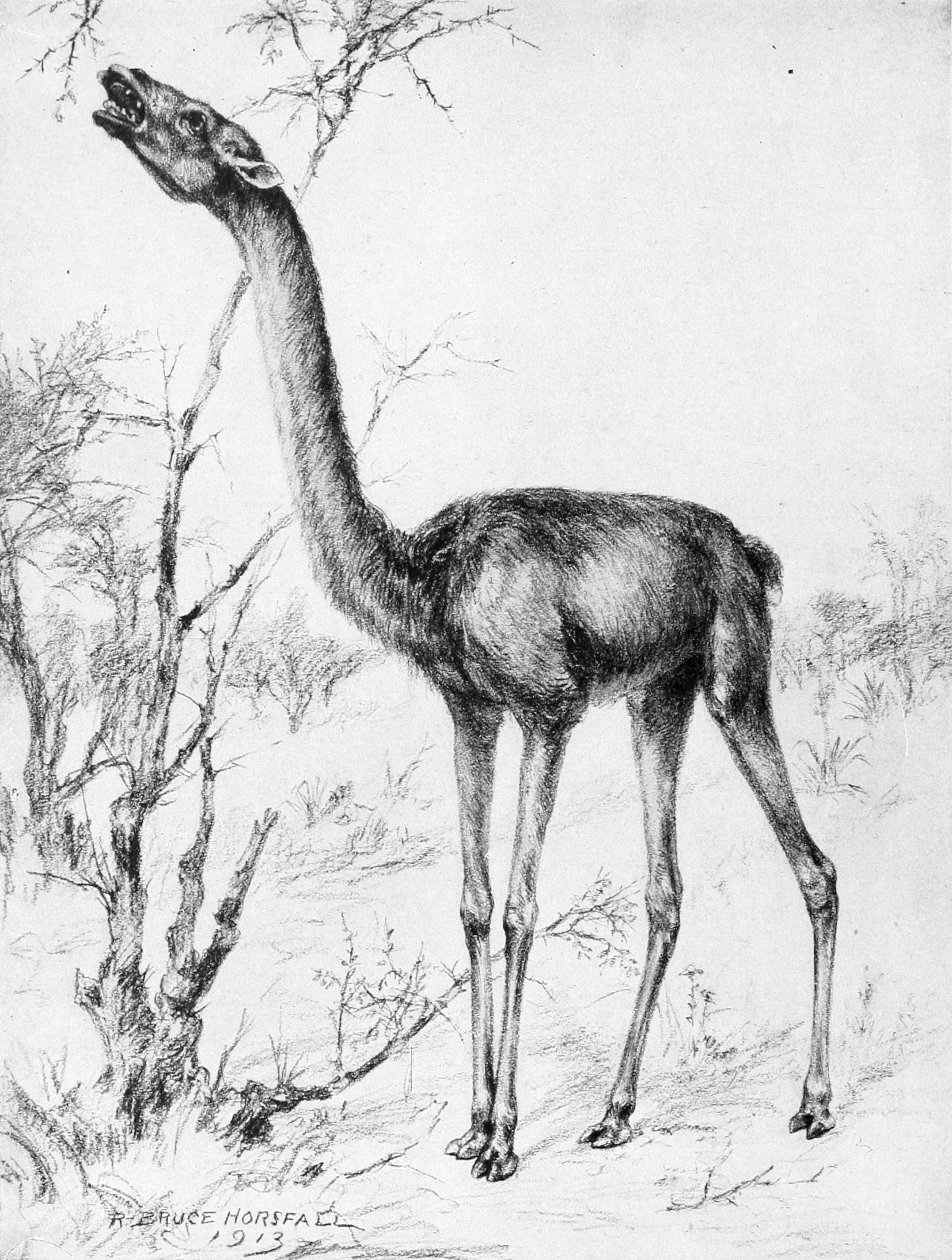
Aepycamelus altus, Robert Bruce Horsfall rajza

Az Aepycamelusok Észak-Amerika füves sztyeppéin éltek. Feje testéhez viszonyítva kicsi volt, nyaka pedig, a nyakcsigolyák zsiráf-szerű meghosszabbodása miatt hosszú. Lábai szintén hosszúak és vékonyak voltak, könyök- és térdízülete nagyjából egy szintben helyezkedett el. Feje körülbelül 3 méter magasan lehetett.

### Testtömege
M. Mendoza és munkatársai négy fosszilis példány alapján megkísérelték megállapítani a testtömegét. Eredményeik alapján az Aepycamelus súlya 363 és 721 kg között volt.
Az állat különös testfelépítéséből következtetni lehet az életmódjára és környezetére. Az Aepycamelus nyilvánvalóan kisebb facsoportokkal tarkított száraz füves sztyeppén élt. Feltehetően magányosan vagy kisebb csoportokban kóborolt és fák lombjait legelte, a mai zsiráfokhoz hasonlóan. Viszonylag hosszú ideig, a miocén korszak nagy részében fennmaradt, és nem sokkal a pliocén kezdete után halt ki, feltehetően az éghajlat változása miatt.